# Christophe Jallet
Pour les articles homonymes, voir Jallet (homonymie).
Christophe Jallet, né le 31 octobre 1983 à Cognac, est un footballeur international français qui évolue au poste d'arrière droit.
Originaire de l'Ouest de la France, il fait ses débuts professionnels aux Chamois niortais avant de signer au FC Lorient en 2006 où il découvre la Ligue 1. Ses performances attirent le Paris Saint-Germain qui le recrute trois ans plus tard. Dans le club de la capitale, Jallet enrichit considérablement son palmarès avec deux championnats et tous les titres nationaux. L'arrivée de plusieurs concurrents sous l'ère qatarie fait diminuer son temps de jeu mais il garde la sympathie des supporters. 
En 2014, il signe à l'Olympique lyonnais où il retrouve une place de titulaire avant de terminer sa carrière à l'OGC Nice puis à Amiens. Il compte également 16 sélections et un but en équipe de France.
Retiré des terrains, il est consultant à la télévision pour Téléfoot (2020-2021) puis Canal+ depuis 2021.

## Biographie

### Débuts
Christophe Jallet commence le football à l'AL Saint-Brice, en banlieue de Cognac, puis à l'UA Cognac où il évolue alors derrière l'attaquant. Pisté par le principal club de la région, les Chamois niortais, depuis ses 13 ans, ses parents estiment qu'il est trop jeune pour partir et il reste à Cognac.

### Carrière en club

#### Chamois niortais (2003-2006)
Christophe Jallet rejoint finalement les Chamois niortais à l'âge de 15 ans. Son entraîneur explique à ses parents qu'il n'est « pas assez méchant » pour s'imposer, c'est un déclic pour le jeune joueur qui fait tout pour y remédier. À la suite de sa formation, il découvre le championnat de Ligue 2 lors de ses deux premières saisons professionnelles avant d'être relégué en National. La saison suivante, il est sacré champion de 3e division en 2006 avec son club formateur et remonte en Ligue 2. Il joue trois saisons au club en tant que milieu défensif. 

#### FC Lorient (2006-2009)
Christophe Jallet est transféré en 2006 au FC Lorient. Alors qu'il est un second voire un troisième choix au poste de milieu défensif, il s'impose finalement comme titulaire au poste d'arrière droit dès la première saison et se présente comme un pilier de la formation bretonne pendant les trois saisons qu'il passe au club.

#### Paris Saint-Germain (2009-2014)
Le lundi 6 juillet 2009, il s'engage au Paris Saint-Germain pour les quatre années à venir et un montant de 2,5 millions d'euros. Officiellement recruté pour être la doublure de Marcos Ceará au poste d'arrière droit, Christophe Jallet connaît des débuts réussis sous ses nouvelles couleurs. Il apparaît pour la première fois en match officiel avec le PSG face au Mans UC 72 lors de la deuxième journée de Ligue 1, en rentrant en cours de jeu au poste de milieu droit. C'est à ce poste qu'il marque son premier but une semaine plus tard face au Valenciennes FC sur une passe décisive de Stéphane Sessègnon. Lors de la journée suivante, face au Lille OSC, il délivre une passe décisive quelques minutes après son entrée en jeu à Peguy Luyindula et marque en toute fin de match une nouvelle fois grâce à Stéphane Sessègnon. Avec deux buts en 59 minutes de jeu pour son début de saison, Christophe Jallet est un remplaçant efficace qui s'avère précieux. Toujours en concurrence avec Ceará, il marque de nouveau lors de la 19e journée face au Grenoble Foot 38, participant ainsi au large succès parisien 4 buts à 0. Il termine en outre sa saison avec 11 passes décisives à son compteur. Le 1er mai 2010 au Stade de France, Christophe Jallet remporte la coupe de France avec le Paris Saint-Germain. Le club francilien s'impose face à Monaco sur le score de 1 à 0. Christophe Jallet se montre décisif dans ce match en étant à l'origine du but de Guillaume Hoarau à la 106e minute de jeu.
Le 22 avril 2011, il reconduit son contrat de deux ans avec le Paris Saint-Germain et est désormais lié avec le club jusqu'en 2015. Il est finaliste de la coupe de France pour la seconde année consécutive mais s'incline face au Lille OSC.

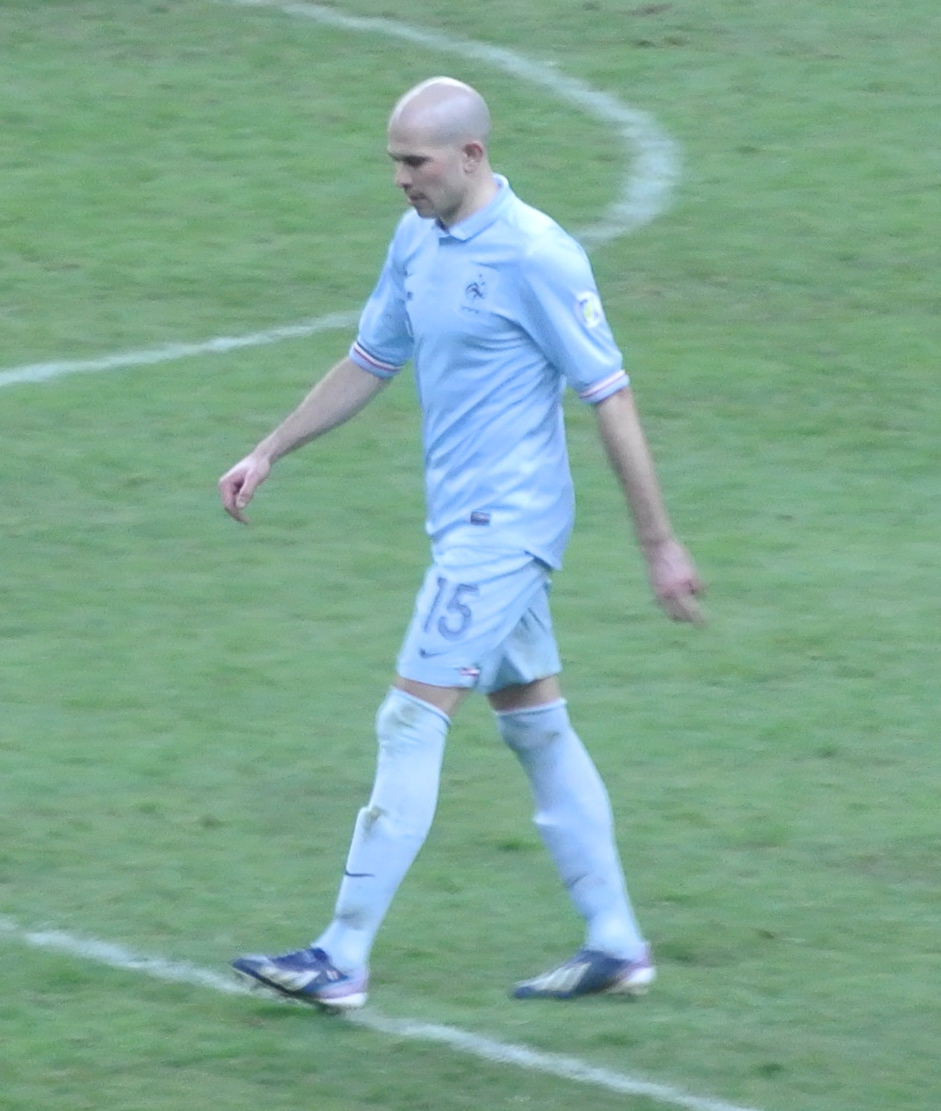
Christophe Jallet avec l’équipe de France en 2013.

Le 2 octobre 2011, lors du choc opposant le Paris Saint-Germain à l'Olympique lyonnais, il inscrit le deuxième but d'une victoire 2 à 0 sur une passe décisive de Nenê. Il récidive face à l'AJ Auxerre le 4 décembre 2011 lors d'une victoire trois buts à deux et face au SM Caen le 17 mars 2012 lors d'un match nul deux buts partout. C'est à la suite de ce but qu'il obtient la confiance du nouvel entraîneur Carlo Ancelotti, auparavant l'entraîneur l'essaie en effet en tant que milieu axial préférant Milan Biševac au poste d'arrière droit. Christophe Jallet obtient le brassard de capitaine en fin de saison à la suite de la mise à l'écart de Mamadou Sakho et au désistement de Mohamed Sissoko. Le considérant comme le meilleur latéral droit de Ligue 1, le technicien italien recommande même à Laurent Blanc de le sélectionner en vue de l'Euro 2012. Le club termine vice-champion de France.
Carlo Ancelotti le nomme capitaine du Paris Saint-Germain pour la saison 2012-2013. Le 19 mai 2013, il figure dans l'équipe-type de la Ligue 1 lors des Trophées UNFP 2013, au même titre que six de ses coéquipiers après avoir été champion de France. Il remporte ensuite le Trophée des champions lors de l'été 2013.
Lors de la saison 2013-2014, il est en concurrence avec Gregory van der Wiel. Après du temps de jeu limité et des blessures, Christophe Jallet est titulaire lors du 8e de finale retour de Ligue des champions face au Bayer Leverkusen. Même s'il est fautif sur le premier but allemand et le pénalty manqué, le PSG gagne le match 2-1 et continue l'aventure en Ligue des champions. Le 2 avril 2014, face à Chelsea en quart de finale de la Ligue des champions, Christophe Jallet réalise une bonne performance et participe à la victoire du PSG trois buts à un. Il est champion de France pour la seconde année consécutive et remporte la Coupe de la Ligue.

#### Olympique lyonnais (2014-2017)

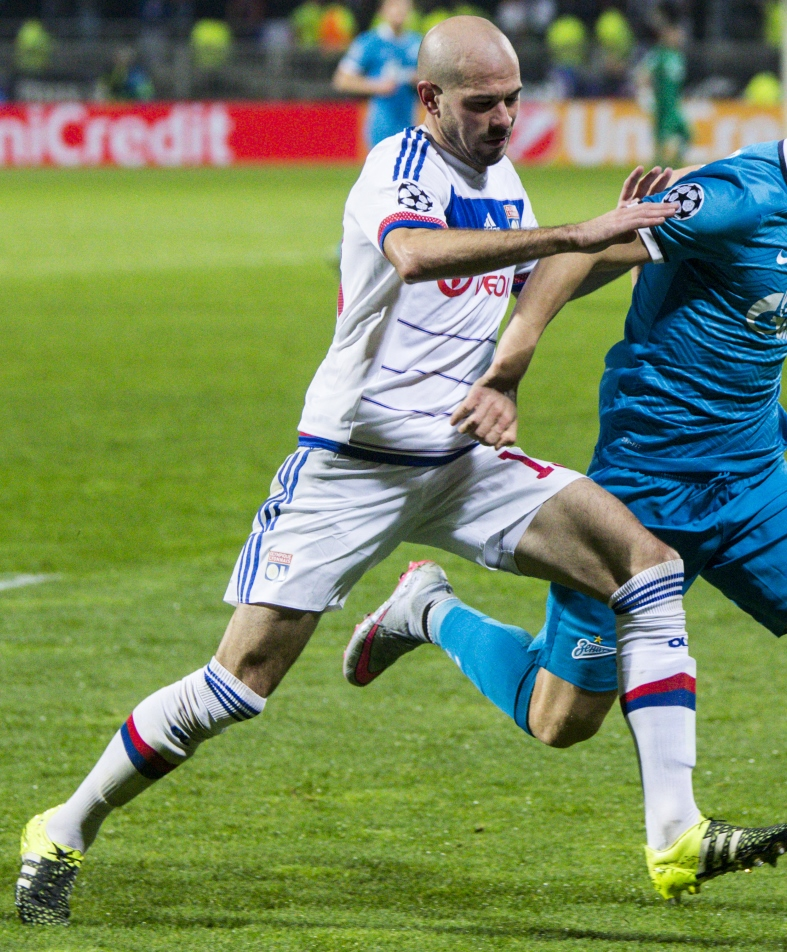
Jallet avec l’OL en 2015.

Le 23 juillet 2014, il est transféré à l'Olympique lyonnais pour une durée de trois ans et la somme de 750 000 € + 250 000 € de bonus en cas de qualification européenne pour la saison suivante. Il prend le numéro 13. Il est titulaire dès la première journée de Ligue 1 puis marque son premier but avec les Gones lors du derby face à l'AS Saint-Étienne le 19 avril 2015 lors d'un match nul deux buts partout au soir de la 33e journée de Ligue 1. Le club termine la saison à la 2e place de championnat.
En juillet 2017, l'Olympique lyonnais le libère de sa dernière année de contrat.

#### OGC Nice (2017-2019)
Le 18 juillet 2017, il s'engage avec l'OGC Nice. Il devient rapidement un titulaire indiscutable, que ce soit à gauche ou à droite de la défense.

#### Amiens SC (2019-2020)
En fin de contrat avec Nice, il signe pour une saison avec Amiens le 23 juillet 2019. Il y reste une saison avant d'annoncer sa retraite dans un entretien accordé au journal L'Équipe, publié le 26 juin 2020,.

### Équipe de France (2012-2017)
Pendant plusieurs années, Christophe Jallet a régulièrement été présélectionné en équipe de France sans être sélectionné. Carlo Ancelotti, entraîneur du Paris Saint-Germain, a estimé que Laurent Blanc, sélectionneur de l'Équipe de France, se privait ainsi du « meilleur latéral droit de France ».
Le 9 août 2012, il est appelé pour la première fois en équipe de France par le nouveau sélectionneur Didier Deschamps pour le match amical du 15 août 2012 contre l'Uruguay. À cette occasion, il connaît sa première sélection en entrant à la place de Mathieu Debuchy qui sort sur blessure au bout de 28 minutes de jeu, le match se termine sur un score nul et vierge. Christophe Jallet est de nouveau appelé en sélection le mois suivant afin d'affronter la Finlande et la Biélorussie. Si Anthony Réveillère lui est préféré face à la Finlande (victoire 0-1), il est titularisé face à la Biélorussie, disputant l'intégralité de la rencontre et inscrivant un but d'un centre-tir involontaire depuis l'aile droite (victoire 3-1).
Il fait partie de la liste des 23 joueurs français sélectionnés pour disputer l'Euro 2016. Il ne joue aucun match lors de la compétition alors que la sélection atteint la finale avant de s'incliner contre le Portugal lors de la prolongation.
À cause d'une blessure, Christophe Jallet n'a pas postulé à la liste finale des 23 joueurs français sélectionné pour le mondial en Russie.

## Reconversion
Le 7 août 2020, Jallet rejoint la chaîne Téléfoot comme consultant. Le 7 février 2021, l'ancien consultant du groupe Mediapro rejoint Canal+ et débute dans le Canal Football Club.

## Statistiques
| Saison                | Club                  | Championnat           | Championnat | Championnat | Championnat | Coupe nationale | Coupe nationale | Coupe nationale | Coupe de la Ligue | Coupe de la Ligue | Coupe de la Ligue | Supercoupe | Supercoupe | Supercoupe | Compétition(s) continentale(s) | Compétition(s) continentale(s) | Compétition(s) continentale(s) | Compétition(s) continentale(s) | France | France | France | Total | Total | Total |
| Saison                | Club                  | Division              | M.          | B.          | P.d.        | M.              | B.              | P.d.            | M.                | B.                | P.d.              | M.         | B.         | P.d.       | Comp.                          | M.                             | B.                             | P.d.                           | M.     | B.     | P.d.   | M.    | B.    | P.d.  |
| 2003-2004             | Chamois niortais      | Ligue 2               | 28          | 3           | 0           | -               | -               | -               | 1                 | 0                 | 0                 | -          | -          | -          | -                              | -                              | -                              | -                              | -      | -      | -      | 29    | 3     | 0     |
| 2004-2005             | Chamois niortais      | Ligue 2               | 37          | 4           | 0           | -               | -               | -               | 1                 | 0                 | 0                 | -          | -          | -          | -                              | -                              | -                              | -                              | -      | -      | -      | 38    | 4     | 0     |
| 2005-2006             | Chamois niortais      | National              | 33          | 5           | 0           | 1               | 1               | 0               | 1                 | 0                 | 0                 | -          | -          | -          | -                              | -                              | -                              | -                              | -      | -      | -      | 35    | 6     | 0     |
| Sous-total            | Sous-total            | Sous-total            | 98          | 12          | 0           | 1               | 1               | 0               | 3                 | 0                 | 0                 | -          | -          | -          | -                              | -                              | -                              | -                              | -      | -      | -      | 102   | 13    | 0     |
| 2006-2007             | FC Lorient            | Ligue 1               | 36          | 1           | 4           | 1               | 0               | 0               | 1                 | 0                 | 0                 | -          | -          | -          | -                              | -                              | -                              | -                              | -      | -      | -      | 38    | 1     | 4     |
| 2007-2008             | FC Lorient            | Ligue 1               | 37          | 1           | 1           | 1               | 0               | 0               | 1                 | 0                 | 0                 | -          | -          | -          | -                              | -                              | -                              | -                              | -      | -      | -      | 39    | 1     | 1     |
| 2008-2009             | FC Lorient            | Ligue 1               | 24          | 1           | 1           | 1               | 0               | 0               | 1                 | 0                 | 0                 | -          | -          | -          | -                              | -                              | -                              | -                              | -      | -      | -      | 26    | 1     | 1     |
| Sous-total            | Sous-total            | Sous-total            | 97          | 3           | 6           | 3               | 0               | 0               | 3                 | 0                 | 0                 | -          | -          | -          | -                              | -                              | -                              | -                              | -      | -      | -      | 103   | 3     | 6     |
| 2009-2010             | Paris Saint-Germain   | Ligue 1               | 35          | 3           | 8           | 6               | 0               | 1               | 2                 | 0                 | 0                 | -          | -          | -          | -                              | -                              | -                              | -                              | -      | -      | -      | 43    | 3     | 9     |
| 2010-2011             | Paris Saint-Germain   | Ligue 1               | 35          | 1           | 0           | 4               | 0               | 1               | 3                 | 1                 | 0                 | 1          | 0          | 0          | C3                             | 9                              | 1                              | 0                              | -      | -      | -      | 52    | 3     | 1     |
| 2011-2012             | Paris Saint-Germain   | Ligue 1               | 33          | 3           | 5           | 4               | 0               | 0               | 1                 | 0                 | 0                 | -          | -          | -          | C3                             | 6                              | 0                              | 0                              | -      | -      | -      | 44    | 3     | 5     |
| 2012-2013             | Paris Saint-Germain   | Ligue 1               | 27          | 0           | 3           | 3               | 0               | 0               | 2                 | 0                 | 0                 | -          | -          | -          | C1                             | 9                              | 0                              | 0                              | 5      | 1      | 0      | 46    | 1     | 3     |
| 2013-2014             | Paris Saint-Germain   | Ligue 1               | 13          | 0           | 0           | 0               | 0               | 0               | 1                 | 0                 | 0                 | 1          | 0          | 0          | C1                             | 3                              | 0                              | 1                              | -      | -      | -      | 18    | 0     | 1     |
| Sous-total            | Sous-total            | Sous-total            | 143         | 7           | 16          | 17              | 0               | 2               | 9                 | 1                 | 0                 | 2          | 0          | 0          | -                              | 27                             | 1                              | 1                              | 5      | 1      | 0      | 203   | 10    | 19    |
| 2014-2015             | Olympique lyonnais    | Ligue 1               | 32          | 1           | 3           | 2               | 0               | 0               | -                 | -                 | -                 | -          | -          | -          | C3                             | 4                              | 0                              | 1                              | 4      | 0      | 1      | 42    | 1     | 5     |
| 2015-2016             | Olympique lyonnais    | Ligue 1               | 23          | 1           | 5           | 2               | 0               | 0               | 2                 | 0                 | 0                 | 1          | 0          | 0          | C1                             | 4                              | 1                              | 1                              | 2      | 0      | 0      | 34    | 2     | 6     |
| 2016-2017             | Olympique lyonnais    | Ligue 1               | 13          | 1           | 2           | -               | -               | -               | 1                 | 0                 | 0                 | 1          | 0          | 1          | C1+C3                          | 0+7                            | 0                              | 0+2                            | 3      | 0      | 0      | 25    | 1     | 5     |
| Sous-total            | Sous-total            | Sous-total            | 68          | 3           | 10          | 4               | 0               | 0               | 3                 | 0                 | 0                 | 2          | 0          | 1          | -                              | 15                             | 1                              | 4                              | 9      | 0      | 1      | 101   | 4     | 16    |
| 2017-2018             | OGC Nice              | Ligue 1               | 15          | 0           | 0           | -               | -               | -               | -                 | -                 | -                 | -          | -          | -          | C1+C3                          | 2+5                            | 0                              | 0                              | 2      | 0      | 0      | 24    | 0     | 0     |
| 2018-2019             | OGC Nice              | Ligue 1               | 14          | 1           | 0           | 1               | 0               | 0               | 2                 | 0                 | 0                 | -          | -          | -          | -                              | -                              | -                              | -                              | -      | -      | -      | 17    | 1     | 0     |
| Sous-total            | Sous-total            | Sous-total            | 29          | 1           | 0           | 1               | 0               | 0               | 2                 | 0                 | 0                 | 0          | 0          | 0          | -                              | 7                              | 0                              | 0                              | 2      | 0      | 0      | 41    | 1     | 0     |
| 2019-2020             | Amiens SC             | Ligue 1               | 12          | 1           | 1           | -               | -               | -               | 1                 | 0                 | 1                 | -          | -          | -          | -                              | -                              | -                              | -                              | -      | -      | -      | 13    | 1     | 2     |
| Total sur la carrière | Total sur la carrière | Total sur la carrière | 447         | 27          | 33          | 26              | 1               | 2               | 21                | 1                 | 1                 | 4          | 0          | 1          | -                              | 49                             | 2                              | 5                              | 16     | 1      | 1      | 563   | 32    | 43    |

### Matches internationaux
| Matchs internationaux de Christophe Jallet | Matchs internationaux de Christophe Jallet | Matchs internationaux de Christophe Jallet     | Matchs internationaux de Christophe Jallet | Matchs internationaux de Christophe Jallet | Matchs internationaux de Christophe Jallet | Matchs internationaux de Christophe Jallet                         |
|                                            | Date                                       | Lieu                                           | Adversaire                                 | Résultat                                   | Compétition                                | Notes                                                              |
| ------------------------------------------ | ------------------------------------------ | ---------------------------------------------- | ------------------------------------------ | ------------------------------------------ | ------------------------------------------ | ------------------------------------------------------------------ |
| 1.                                         | 15 août 2012                               | Stade Océane, Le Havre, France                 | Uruguay                                    | 0 - 0                                      | Match amical                               | Entre en jeu à la place de Mathieu Debuchy à la 28e minute de jeu. |
| 2.                                         | 11 septembre 2012                          | Stade de France, Saint-Denis, France           | Biélorussie                                | 3 - 1                                      | Éliminatoires de la coupe du monde 2014    | Titulaire.                                                         |
| 3.                                         | 12 octobre 2012                            | Stade de France, Saint-Denis, France           | Japon                                      | 1 - 0                                      | Match amical                               | Entre en jeu à la place de Mathieu Debuchy à la 46e minute de jeu. |
| 4.                                         | 22 mars 2013                               | Stade de France, Saint-Denis, France           | Géorgie                                    | 2 - 0                                      | Éliminatoires de la coupe du monde 2014    | Titulaire .                                                        |
| 5.                                         | 26 mars 2013                               | Stade de France, Saint-Denis, France           | Espagne                                    | 0 - 1                                      | Éliminatoires de la coupe du monde 2014    | Titulaire .                                                        |
| 6.                                         | 14 octobre 2014                            | Stade Vazgen Sargsian, Erevan, Arménie         | Arménie                                    | 0 - 3                                      | Match amical                               | Titulaire.                                                         |
| 7.                                         | 14 novembre 2014                           | Stade de la route de Lorient, Rennes, France   | Albanie                                    | 1 - 1                                      | Match amical                               | Titulaire.                                                         |
| 8.                                         | 29 mars 2015                               | Stade Geoffroy-Guichard, Saint-Étienne, France | Danemark                                   | 2 - 0                                      | Match amical                               | Titulaire.                                                         |
| 9.                                         | 13 juin 2015                               | Elbasan Arena, Elbasan, Albanie                | Albanie                                    | 0 - 1                                      | Match amical                               | Titulaire.                                                         |
| 10.                                        | 11 octobre 2015                            | Parken Stadium, Copenhague, Danemark           | Danemark                                   | 2 - 1                                      | Match amical                               | Titulaire.                                                         |
| 11.                                        | 25 mars 2016                               | Amsterdam ArenA, Amsterdam, Pays-Bas           | Pays-Bas                                   | 2 - 3                                      | Match amical                               | Titulaire.                                                         |
| 12.                                        | 25 mars 2017                               | Stade Josy-Barthel, Luxembourg, Luxembourg     | Luxembourg                                 | 1 - 3                                      | Éliminatoires de la coupe du monde 2018    | Entre en jeu à la place de Djibril Sidibé à la 62e minute de jeu.  |
| 13.                                        | 28 mars 2017                               | Stade de France, Saint-Denis, France           | Espagne                                    | 0 - 2                                      | Match amical                               | Titulaire.                                                         |
| 14.                                        | 13 juin 2017                               | Stade de France, Saint-Denis, France           | Angleterre                                 | 3 - 2                                      | Match amical                               | Entre en jeu à la place de Djibril Sidibé à la 90e minute de jeu.  |
| 15.                                        | 10 novembre 2017                           | Stade de France, Saint-Denis, France           | Pays de Galles                             | 2 - 0                                      | Match amical                               | Titulaire et remplacé par Benjamin Pavard à la 46e minute de jeu.  |
| 16.                                        | 14 novembre 2017                           | RheinEnergieStadion, Cologne, Allemagne        | Allemagne                                  | 2 - 2                                      | Match amical                               | Titulaire et remplacé par Benjamin Pavard à la 64e minute de jeu.  |

### Buts internationaux
| 0   | Date              | Lieu                                 | Compétition                       | Résultat | Adversaire  | Détail | Détail        | Détail | Sél. |
| --- | ----------------- | ------------------------------------ | --------------------------------- | -------- | ----------- | ------ | ------------- | ------ | ---- |
| 1er | 11 septembre 2012 | Stade de France, Saint-Denis, France | Éliminatoires Coupe du monde 2014 | V 3-1    | Biélorussie | 68e    | du pied droit | 2-0    | 2e   |

## Palmarès

### En club
- Champion de France en 2013 et en 2014 avec le Paris Saint-Germain
- Vainqueur de la Coupe de France en 2010 avec le Paris Saint-Germain
- Vainqueur de la Coupe de la Ligue en 2014 avec le Paris Saint-Germain
- Vainqueur du Trophée des Champions en 2013 avec le Paris Saint-Germain
- Champion de France de National en 2006 avec les Chamois niortais
- Vice-champion de France en 2012 avec le Paris Saint-Germain, en 2015 et en 2016 avec l'Olympique lyonnais
- Finaliste de la Coupe de France en 2011 avec le Paris Saint-Germain
- Finaliste du Trophée des Champions en 2010 avec le Paris Saint-Germain, en 2015 et en 2016 avec l'Olympique lyonnais

### EnÉquipe de France
- Finaliste du Championnat d'Europe des Nations en 2016

### Distinctions individuelles
- Nommé dans l'équipe-type de la Ligue 1 en 2013 et en 2015

## Vie personnelle
Ses parents, Didier et Françoise Jallet, sont originaires de Nercillac (Charente).
Marié à Adeline, le 20 juin 2009, ils sont les parents d'une petite Lola, née en 2008.
Christophe Jallet, fait une apparition dans un épisode de la fiction "Léo Mattéï - Brigade des mineurs", sur TF1. Il apparait également dans un épisode de Fort Boyard diffusé sur France Télévisions.